# Stapleton (Shropshire)
Stapleton – wieś w Anglii, w hrabstwie Shropshire. Leży 9 km na południe od miasta Shrewsbury i 221 km na północny zachód od Londynu.